# Charlotte Best
Charlotte Elise Best (Sídney, Nueva Gales del Sur; 16 de enero de 1994) es una actriz australiana conocida por haber interpretado a Annie Campbell en la serie australiana Home and Away.

## Biografía
Charlotte creció en la ciudad de Gosford y asistió a la Central Coast Grammar School antes de mudarse con su familia a Sídney. Su madre se llama Sue y tiene tres hermanos.
Estudió danza, teatro, música y canto en la prestigiosa "Brent Street Studios" y asistió al SCECGS Redlands por un corto tiempo. Antes de obtener el papel de Annie Campbell, Charlotte asistió a la escuela de artes escénicas Brent St High. 
Charlotte es embajadora para el Cure Our Kids y World Vision.

## Carrera
Best ha aparecido como modelo de las revistas Barbie y Total Girl y en comerciales para Shelleys y KFC.
Fue la cara de Miss Metalicus y apareció en el cortometraje Silence before the Storm.
En 2007 se unió al elenco de otra aclamada serie australiana Home and Away, donde interpretó a Annie Campbell, hasta 2010. En 2009 se tomó un descanso y su personaje se fue de intercambió a Japón por 6 meses. Por su interpretación fue nominada a un premio Logie en 2008. El 10 de mayo de 2010 Best regresó como personaje invitado a la serie, y poco después su personaje Annie dejó de nuevo Bay para regresar a Japón.
En 2012 se unió al elenco de la serie Puberty Blues, donde interpretó a Cheryl Hayes, hasta 2014.

## Filmografía

### Televisión
| Año               | Título        | Papel          | Notas         |
| ----------------- | ------------- | -------------- | ------------- |
| 2018              | Tidelands     | Cal Mcteer     | 8 episodios   |
| 2014              | Soul Mates    | Kelly          | 6 episodios   |
| 2012 - 2014       | Puberty Blues | Cheryl Hayes   | 17 episodios  |
| 2007 - 2009, 2010 | Home and Away | Annie Campbell | 198 episodios |

### Cine
| Año  | Título                | Papel  | Notas                                                                        |
| ---- | --------------------- | ------ | ---------------------------------------------------------------------------- |
| 2018 | Skinford: Chapter Two | Zophia | -                                                                            |
| 2014 | L.A.D.                | Kim    | Junto a Jack Finsterer, Susie Porter, Julia Blake, Sean Keenan y Peter Hardy |
| 2013 | Breathe               | Anna   | Cortometraje, junto a Sean Keenan y Valentino del Toro                       |

## Premios y nominaciones
| Año  | Categoría                                   | Premio      | Trabajo nominado | Resultado |
| ---- | ------------------------------------------- | ----------- | ---------------- | --------- |
| 2015 | Best Guest or Supporting Actress in a Drama | AACTA Award | Puberty Blues    | Nominada  |
| 2010 | Most Popular Actress                        | Logie Award | Home and Away    | Nominada  |
| 2008 | Most Popular New Female Talent              | Logie Award | Home and Away    | Nominada  |